# Portunion kossmanni
Portunion kossmanni is een pissebed uit de familie Entoniscidae. De wetenschappelijke naam van de soort is voor het eerst geldig gepubliceerd in 1886 door Giard & Bonnier.